# Bran (Brașov)
Bran (en alemany: Törzburg; en hongarès: Törcsvár) és una comuna al comtat de Brașov, Transsilvània (Romania). Es tracta d'uns 25 quilòmetres sud-oest de la ciutat de Brașov i consta de cinc pobles: Bran, Poarta (hongarès: Porta), Predeluț (Kispredeál), Șimon (Simon) i Sohodol (Szohodol). Està inclosa a la subregió històrica de Burzenland.
El castell medieval de Bran és una destinació turística popular, en part perquè està associat a la casa de Dràcula a la novel·la homònima de Bram Stoker.

## Història
L'Orde Teutònica va començar a construir aquí un fort de fusta anomenat Dietrichstein a principis del segle xiii. Després de la destrucció del fort per part dels mongols el 1242, el rei Segimon d'Hongria va ordenar la construcció d'un castell de pedra el 1377, mentre que l'assentament de Bran començava a desenvolupar-se a prop. Situat al capdamunt d'un escarpat penya-segat, el castell custodiava una ruta comercial estratègica entre Transsilvània i Valàquia. El 1498, Bran va passar a la jurisdicció de Braşov.
Després que l'Imperi Otomà derrotés el Regne d'Hongria al segle xvi, Bran va passar a formar part del Regne d'Hongria oriental i del Principat de Transsilvània que finalment va passar a formar part de la monarquia dels Habsburg El 1804 la comuna va passar a formar part de l'Imperi austríac juntament amb el Gran Principat de Transsilvània i el 1867 la meitat hongaresa de l'Imperi Austrohongarès. Es va afegir al Regne de Romania després de la Primera Guerra Mundial.

El castell de Bran és un dels llocs de visitants més populars de Romania, fet famós en l'època moderna quan la reina Maria el va restaurar després de rebre'l dels residents del comtat de Brașov als anys vint. El castell està obert als turistes, que poden veure l'interior sols o en una visita guiada. Fora del castell hi ha exemples de cases de pagès i cases de pagès tradicionals romaneses.